# Rhinognatha
Rhinognatha is een geslacht van vlinders van de familie spinneruilen (Erebidae), uit de onderfamilie Hypeninae.

## Soorten
- R. albofasciatus Rothschild, 1920
- R. scopigera Moore, 1885
- R. strigalis Prout